# Komissija po rassledovaniju
Komissija po rassledovaniju (Комиссия по расследованию) è un film del 1978 diretto da Vladimir Bortko.

## Trama
Si verifica un incidente in una centrale nucleare. Una commissione speciale viene qui e scopre che, da un lato, l'incidente è colpa dell'ingegnere capo della centrale nucleare, e dall'altro evidenti errori nel calcolo del reattore...